# Station Przytkowice
Station Przytkowice is een spoorwegstation in de Poolse plaats Przytkowice.